# Ursel Hochmuth

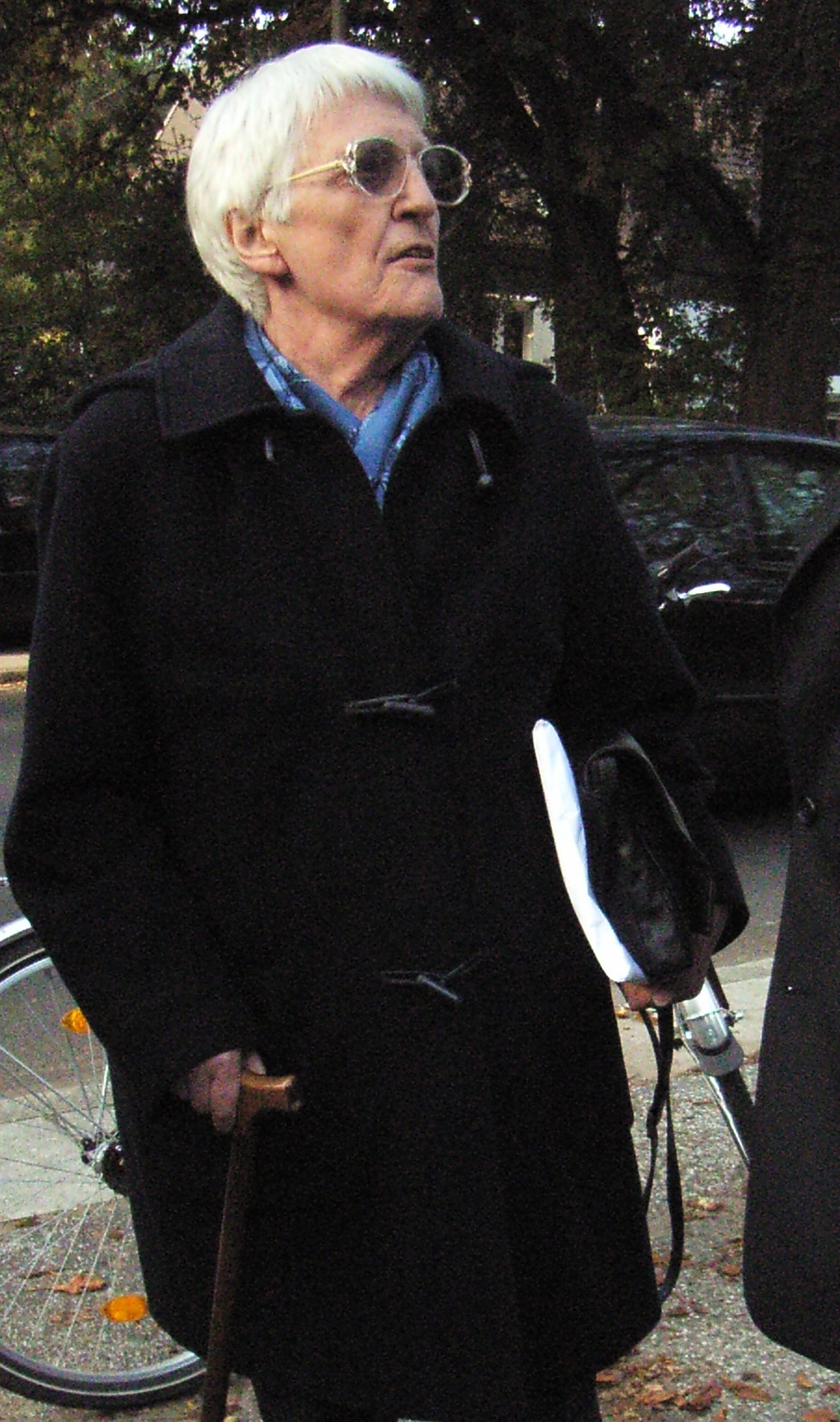
Ursel Hochmuth, 2006, bei einer Stolperstein-Verlegung in Klein Borstel. Foto von René Senenko.

Ursel Hochmuth, auch Ursel Ertel-Hochmuth (Pseudonym Ursula Puls; * 19. Februar 1931 in Hamburg; † 25. Februar 2014 ebenda), war eine deutsche Historikerin, Dokumentarin und Autorin.

## Leben und Leistungen
Ursel Hochmuths Eltern waren Kommunisten, Widerstandskämpfer gegen den Nationalsozialismus und Antifaschisten. Ihr Vater war Walter Hochmuth, Abgeordneter der Hamburger Bürgerschaft für die KPD, ihre Mutter Katharina Jacob. Diese war in zweiter Ehe mit dem Widerstandskämpfer Franz Jacob verheiratet und überlebte die KZ-Haft, wie auch ihr leiblicher Vater die Haft im Zuchthaus. Hochmuths Stiefvater Franz Jacob wurde 1944 hingerichtet. In ihrer Autobiografie Widerstand war mir nicht in die Wiege gelegt erzählte Katharina Jacob in den 1980er Jahren über das Leben auch Ursel Hochmuths zur NS-Zeit, das enge Verhältnis Hochmuths zu ihrem Stiefvater sowie welche Hilfe und Halt ihr ihre Tochter oft bot, auch wenn ihre Eltern wegen mehrerer Verhaftungen längere Zeit nicht bei ihr sein konnten. In dieser Zeit war sie mehrfach für längere Zeit bei Bekannten und auch auf dem Land untergebracht.
Ursel Hochmuth wurde 1945 Mitglied der FDJ, 1950 auch Mitglied der KPD. Nach Abschluss der Mittleren Reife übersiedelte sie in die DDR, wo sie ihr Abitur nachholte und in Leipzig Germanistik studierte. Nach ihrer Rückkehr nach Hamburg wurde ihr Leipziger Staatsexamen für den Lehrberuf nicht anerkannt, und so wurde sie hauptamtlich in der Jugendarbeit der verbotenen KPD tätig. 1959 und 1962 gehörte sie zu den Organisatoren der Weltfestspiele der Jugend und Studenten in Wien und Helsinki.
Ihre erste Publikation zur Geschichte des Widerstands gegen den Nationalsozialismus, in der sie die Bästlein-Jacob-Abshagen-Gruppe thematisierte, erschien 1959 in der DDR unter dem Pseudonym Ursula Puls. 1964 heiratete Hochmuth Paul Ertel, den sie bei einer Parteischulung in der DDR kennengelernt hatte, und beendete die hauptamtliche Parteitätigkeit. Aus der Ehe gingen zwei Kinder, eine Tochter und ein Sohn, hervor, die sie nach der Scheidung 1969 als alleinerziehende Mutter weiter betreute. Seit 1970 arbeitete sie als Dokumentarin bei der dpa.
Ursel Hochmuth war Mitglied der VVN-BdA, der Willi-Bredel-Gesellschaft und des Kuratoriums der Gedenkstätte Ernst Thälmann in Hamburg. Sie hat vor allem zur Geschichte des kommunistischen Widerstandes gegen den Nationalsozialismus in Hamburg geforscht und dazu publiziert. Dabei legte sie besonderen Wert auf eine breite Darstellung, statt wie häufig üblich bestimmte Führungskader herauszuheben.
Wie ihre Mutter ruht auch Ursel Hochmuth auf dem Ehrenfeld der Geschwister-Scholl-Stiftung auf dem Friedhof Ohlsdorf.

## Schriften
Als Autorin
- als Ursula Puls: Die Bästlein-Jacob-Abshagen-Gruppe. Berichte über den antifaschistischen Widerstandskampf in Hamburg und an der Wasserkante während des zweiten Weltkrieges. Dietz Verlag, Berlin 1959.
- Wächst Gras darüber? Weltkreis-Verlag, Jugenheim 1960. (= Das werdende Zeitalter, Band 1)
- Faschismus und Widerstand 1933–1945. Ein Verzeichnis deutschsprachiger Literatur. Röderberg-Verlag, Frankfurt 1973.
- Ursel Hochmuth, Gertrud Meyer: Streiflichter aus dem Hamburger Widerstand. 1933–1945. Röderberg-Verlag, Frankfurt 1980, Nachdruck der Ausgabe 1969, ISBN 3-87682-036-7.
- als Ursula Puls: Das Vermächtnis der „Weißen Rose“. Hamburger Ehrung für Hans Leipelt und Kommilitonen. In: Die Tat. Antifaschistische Wochenzeitung. 15. Februar 1975. ISSN 0492-3502
- Illegale KPD und Bewegung „Freies Deutschland“ in Berlin und Brandenburg 1942–1945. Biographien und Zeugnisse aus der Widerstandsorganisation um Saefkow, Jacob und Bästlein. Hentrich und Hentrich, Teetz 1998, ISBN 3-933471-08-7 (= Schriften der Gedenkstätte Deutscher Widerstand Reihe A, Analysen und Darstellungen, Band 4).
- Sie überstanden die KZ Moringen, Lichtenburg und Ravensbrück. Verzeichnis nach 1945 verstorbener Kameradinnen und Kameraden aus Deutschland. Lagergemeinschaft Ravensbrück Freundeskreis e. V., Stuttgart 1999.
- Niemand und nichts wird vergessen. VSA-Verlag, Hamburg 2005, ISBN 3-89965-121-9
- mit Ursula Suhling: Ehrenfeld für Verfolgte der NS-Herrschaft. Eine Begräbnis- und Gedenkstätte der Geschwister-Scholl-Stiftung auf dem Ohlsdorfer Friedhof. VSA-Verlag, Hamburg 2012, ISBN 978-3-89965-526-1

Als Herausgeberin und Bearbeiterin
- Fiete Schulze oder das dritte Urteil. Vereinigung der Antifaschisten und Verfolgten des Naziregimes, Hamburg 1971.
- Candidates of Humanity. Dokumentation zur Hamburger Weißen Rose anläßlich des 50. Geburtstages von Hans Leipelt. Vereinigung der Antifaschisten und Verfolgten des Naziregimes, Hamburg 1971.
- Gestapo-Gefängnis Fuhlsbüttel. VVN, Hamburg 1983.
- Harry Naujoks: Mein Leben im KZ Sachsenhausen 1936–1942. Erinnerungen des ehemaligen Lagerältesten. Röderberg Verlag, Frankfurt am Main 1987. ISBN 3-87682-836-8 (Lizenzausgabe: Dietz, Berlin 1989, ISBN 3-320-01313-0).

## Belege
1. 1 2  Cornelia Kerth: Nachruf auf Ursel Ertel-Hochmuth. In: antifa der VVN-BdA, Beilage Mai/Juni 2014, S. 18, basierend auf der Gedenkrede von Herbert Diercks
2. ↑  Katharina Jacob: Widerstand war mir nicht in die Wiege gelegt. Galerie der abseitigen Künste, Hamburg 2020, ISBN 978-3-948478-06-3, verschiedene Stellen.
3. 1 2  Cornelia Kerth: Nachruf auf Ursel Ertel-Hochmuth. In: antifa der VVN-BdA, Beilage Mai/Juni 2014, S. 19

| Personendaten    | Personendaten                                                              |
| ---------------- | -------------------------------------------------------------------------- |
| NAME             | Hochmuth, Ursel                                                            |
| ALTERNATIVNAMEN  | Müller, Ursel (Pseudonym); Puls, Ursula (Pseudonym); Ertel-Hochmuth, Ursel |
| KURZBESCHREIBUNG | deutsche Autorin und Antifaschistin                                        |
| GEBURTSDATUM     | 19. Februar 1931                                                           |
| GEBURTSORT       | Hamburg                                                                    |
| STERBEDATUM      | 25. Februar 2014                                                           |
| STERBEORT        | Hamburg                                                                    |